# Aegirosaurus
Aegirosaurus is een geslacht van uitgestorven platypterygiine ophthalmosauride ichthyosauriërs, bekend uit het Laat-Jura en het Vroeg-Krijt van Europa.

## Ontdekking en soorten
Oorspronkelijk beschreven door Johann Andreas Wagner in 1853 als de soort Ichthyosaurus leptospondylus, heeft Aegirosaurus leptospondylus een onstabiele taxonomische geschiedenis. Het is in het verleden verwezen naar de soort Ichthyosaurus trigonus posthumus (later opnieuw ingedeeld in het dubieuze geslacht Macropterygius) en soms geïdentificeerd met Brachypterygius extremus. 
In 2000 selecteerden Bardet en Fernández een compleet skelet in een privécollectie, het Schwegler Museum te Langenaltheim, als neotype voor de soort Ichthyosaurus leptospondylus, aangezien het enige andere beschreven specimen, het 'Oberndorfer Exemplar', in de Tweede Wereldoorlog werd vernietigd tijdens het bombardement van München in 1944. Het neotype heeft geen gepubliceerd inventarisnummer. Een tweede exemplaar uit de collectie van München, BSPHGM 1954 I 608 werd aan hetzelfde taxon toegewezen, alsmede specimen BMNH 42833 van het British Museum. Bardet en Fernández concludeerden dat het neotype moet worden toegewezen aan het nieuwe geslacht Aegirosaurus. De naam betekent 'Aegir (Teutoonse reus van de oceaan) hagedis met slanke wervels'.
Een in 2003 beschreven Aegirosaurus sp werd het aparte geslacht Catutosaurus.

## Stratigrafisch bereik
Aegirosaurus is bekend uit het Vroeg-Tithonien (Laat-Jura) van Beieren, Duitsland. De overblijfselen werden ontdekt in de kalksteenformaties van Solnhofen, die talrijke bekende fossielen hebben opgeleverd, zoals Archaeopteryx, Compsognathus en Pterodactylus.
Naast zijn Laat-Jura-voorkomen, is Aegirosaurus ontdekt uit het Laat-Valanginien (Vroeg-Krijt) van zuidoost-Frankrijk (Laux-Montaux, departement Drôme; Vocontian Basin) en de eerste diagnostische ichthyosauriër geregistreerd uit het Valanginien. Dit toont aan dat de meeste soorten ichthyosauriërs uit het Laat-Jura de Jura-Krijt grens overschreden.

## Beschrijving
Ichthyosauriërs zijn mariene reptielen die extreme aanpassingen aan het leven in het water vertonen, oppervlakkig lijkend op vissen en dolfijnen in algemene vorm. Aegirosaurus is een middelgrote ichthyosauriër. Het neotype-exemplaar is honderdzevenenzeventig centimeter lang, terwijl het vernietigde holotype naar schatting ongeveer twee meter lang was. De schedel van het neotype is zesenvijftig centimeter lang, terwijl die van het kleinere exemplaar BSPHGM 1954 I 608 ongeveer dertig centimeter lang is.

### Schedel
De schedel van Aegirosaurus loopt langzaam taps toe in een langwerpige, dunne snuit die tweeënzestig tot drieënzeventig procent van de lengte van de onderkaak uitmaakt. Zijn kaken zijn dicht opeengepakt met kleine tanden die hoogstens zeer kleine glazuurruggen dragen of die volledig missen. De tanden zijn stevig geworteld in een groef. De externe neusgaten zijn lang, dun en tweelobbig van vorm, met één lob die naar boven uitsteekt. De oogkassen van Aegirosaurus zijn van gemiddelde grootte voor een ichthyosauriër en elk bevat een ring van veertien benige platen (bekend als de sclerale ring, die de oogbol ondersteunde) die het grootste deel van de ruimte binnenin in beslag neemt. Een richel steekt van boven de oogkas naar buiten. De jukbeenderen zijn kort en strekken zich uit voor de oogkas.
Het gebied van de schedel achter de oogkassen is niet erg uitgebreid, de lengte van dit gebied is slechts ongeveer zes tot acht procent van de lengte van de onderkaak. De postorbitalia liggen bovenop de quadratojugalia (twee paar botten in dit gebied) en verbergen ze bijna volledig vanaf de zijkant gezien. Aegirosaurus draagt ook een paar botten die bekend staan als squamosa in het wanggebied. Deze botten zijn klein, driehoekig en kunnen worden gezien wanneer de schedel vanaf de zijkant wordt bekeken. Twee paar botten van het schedeldak, de postfrontalia en supratemporalia, verhinderen echter dat ze de slaapvensters bereiken (openingen bovenop de schedel). De onderkaak is sterk gebouwd. De angularia, een paar achterste mandibulaire botten, zijn te zien op het buitenoppervlak van de onderkaak en strekken zich zo ver naar voren uit als de surangularia, een hoger gelegen ander paar botten in hetzelfde achterste gebied.

### Postcraniaal skelet
Aegirosaurus heeft naar schatting ongeveer honderdzevenenvijftig wervels, waarvan tweeënvijftig presacrale (nek en romp) wervels, terwijl de andere honderdvijf sacrale of (vooral) staartwervels zijn. De staart was achteraan naar beneden gebogen in een knik met een hoek van ongeveer vijfenveertig graden. Deze bocht werd gevormd door vier wervels, met veertig staartwervels ervoor en eenenzestig achter. De achterste ondersteunden de onderste lob van de staartvin. De wervels van Aegirosaurus zijn klein en beide uiteinden van hun centra (wervellichamen) zijn hol. De centra zijn ongeveer twee keer zo breed als hoog en, in het geval van de presacrale wervels, net zo lang. De diapofysen (uitsteeksels vanaf het bovenste deel van de wervels die de achterste ribkoppen raken) gaan geleidelijk in de wervelbogen over (die het bovenste deel van het ruggenmergkanaal vormen). Een andere reeks uitsteeksels, de parapofysen, die zich lager bevinden dan de diapofysen en de voorste ribkoppen raken, zijn aan de voorkant van de wervels gepositioneerd.
De slanke schouderbladen zijn aan beide uiteinden verbreed en in het midden ingesnoerd. De voorranden van de ravenbeksbeenderen (een ander gepaard schouderbeen) missen inkepingen. Het bekken van Aegirosaurus bestaat uit twee botten aan elke kant, waarbij elk schaambeen en zitbeen (onderste heupbeenderen) zijn samengesmolten tot een enkele eenheid die bekend staat als het puboischiatische complex. Het onderste uiteinde van het puboischiatische complex is meer dan twee keer zo breed als het bovenste en het bot is niet doorboord door een foramen.
De korte, massief gebouwde opperarmbeenderen hebben een ondereind dat breder is dan hun boveneinden. Elk opperarmbeen draagt facetten voor drie botten aan de onderkant, twee grotere voor het spaakbeen en ellepijp (botten van de onderarm) en een kleinere in het midden voor het wigvormige intermedium (een van de handwortelbeentjes). Het spaakbeen is aanzienlijk kleiner dan de ellepijp en het intermedium is langer van onder naar boven dan breed. In elke voorflipper is een extra bot aanwezig, gelegen voor en iets lager dan het spaakbeen. Dit bot, dat bekend staat als een extrazeugopodiaal element, heeft een bijkomende vinger. In totaal heeft Aegirosaurus zes kootjes in elke voorflipper, vijf van deze primaire vingers (vingers die contact maken met de pols). De vierde vinger, die drieëntwintig afzonderlijke botten bevat, is het langste in de voorflipper.
De achterflippers zijn kort, met de dijbeenderen slechts de helft van de lengte van de opperarmbeenderen en kleiner dan de onderste heupbeenderen. Er zijn twee botten, het scheenbeen en kuitbeen die contact maken met het onderste uiteinde van elk dijbeen, en de achterste vinnen hebben elk vier tenen, waarvan drie primaire tenen (contact makend met de enkel). Zowel de voor- als achtervinnen hebben een vergelijkbare botconfiguratie, waarbij de botten hoekig en stevig opeengepakt verder omhoog staan, terwijl die verder naar de punt van de flipper minder strak opeengepakt en ronder zijn. Behalve de kuitbeenderen hebben alle botten in de vinnen geen inkepingen.

### Zacht weefsel
Het zachte weefsel van de voorvinnen van Aegirosaurus volgt nauw de vorm van de botten. De voorvinnen zijn langwerpig maar smal, met hun sterk holvormige achterranden. De achtervinnen hebben echter uitgebreide omhulsels van zacht weefsel, waardoor ze breed zijn. Op de staart is een staartvin in de vorm van een halve maan aanwezig. Bardet en Fernández rapporteerden drie soorten huidafdrukken in het neotype: een golvende textuur die evenwijdig aan het lichaam loopt; recht, vezelig weefsel haaks op de rimpelingen; en wat leek op zeer kleine schubben. Deze laatste textuur werd gevonden op de bovenste lob van de staartvin en zou in tegenspraak zijn met het idee dat ichthyosauriërs geen schubben hadden. De auteurs waarschuwden echter dat het exemplaar met behulp van microscopen zou moeten worden bestudeerd voordat de aanwezigheid van schubben bij Aegirosaurus kon worden bevestigd. Een studie van de specimen Aegirosaurus sp. JME-SOS-08369 door Lene Delsett en collega's in 2022 vond het echter een gladde, schubloze huid hebben, zoals typisch voor ichthyosauriërs.

## Fylogenie
Binnen de Ophthalmosauridae geloofden wetenschappers ooit dat Aegirosaurus het nauwst verwant was aan Ophthalmosaurus. Veel latere cladistische analyses vonden echter dat het nauwer verwant is aan Sveltonectes (en waarschijnlijk aan Undorosaurus). De Aegirosaurus-afstamming bleek ook Brachypterygius en Maiaspondylus te omvatten, en te nestelen in de Platypterygiinae, het zustertaxon van Ophthalmosaurinae.

## Paleobiologie
Tandmorfologie en slijtagepatroon suggereren dat Aegirosaurus behoorde tot het "Pierce II / Generalist" voedingsgemeenschap.